# Округ Грејди (Џорџија)
Грејди (енгл. Grady County) је округ у америчкој савезној држави Џорџија.

## Демографија
По попису из 2010. године број становника је 25.011, што је 1.352 (5,7%) становника више него 2000. године.
| Група             | 2000.          | 2010.          |
| Белци             | 14.954 (63,2%) | 14.879 (59,5%) |
| Афроамериканци    | 7.133 (30,1%)  | 7.176 (28,7%)  |
| Азијати           | 72 (0,3%)      | 106 (0,4%)     |
| Хиспаноамериканци | 1.222 (5,2%)   | 2.500 (10,0%)  |
| Укупно            | 23.659         | 25.011         |